# Dorfkirche Klein Behnitz

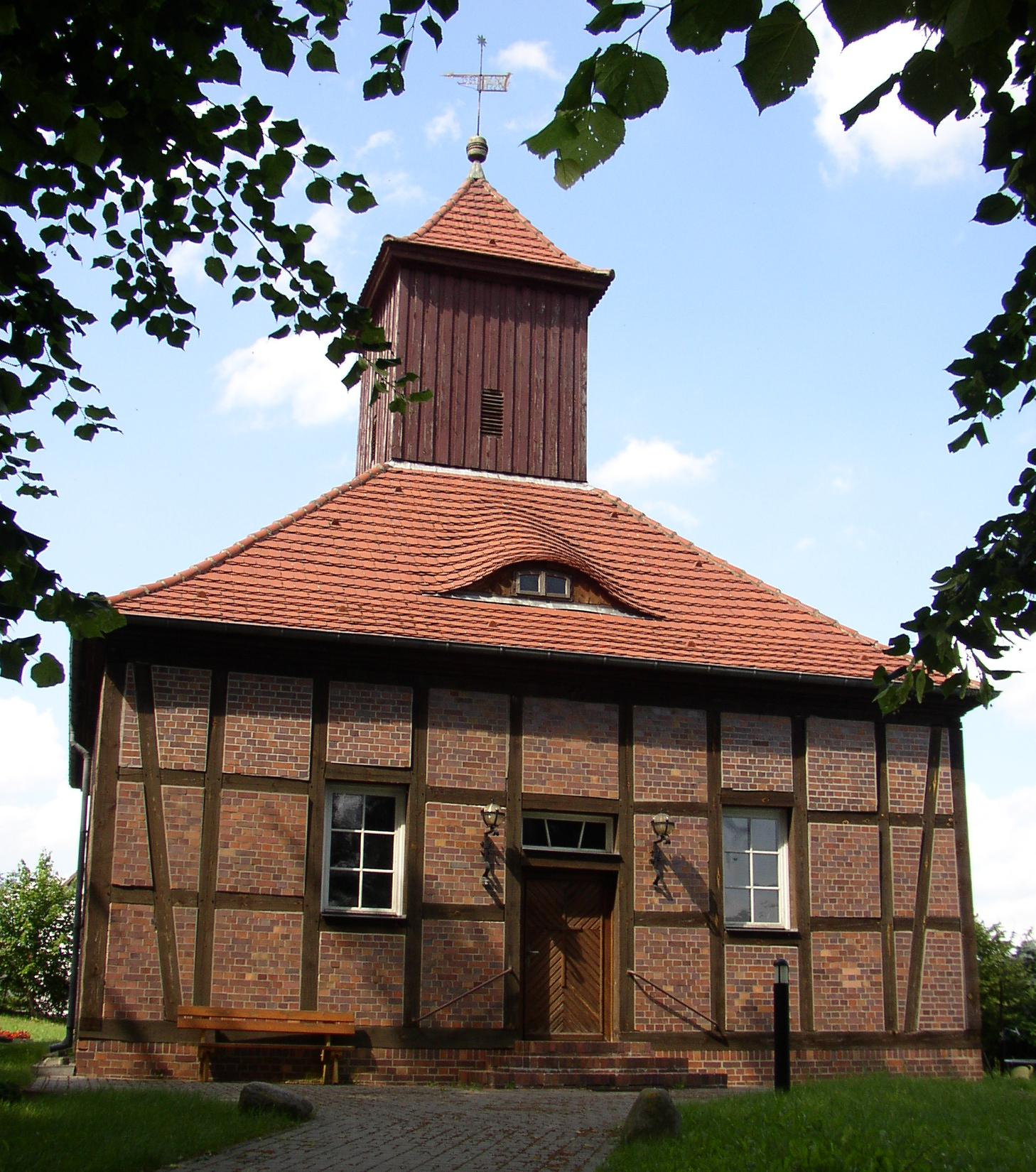
Dorfkirche in Klein Behnitz

Die evangelische Dorfkirche Klein Behnitz ist eine Saalkirche in Klein Behnitz, einem Ortsteil der Stadt Nauen im brandenburgischen Landkreis Havelland. Die Kirchengemeinde gehört dem Kirchenkreis Nauen-Rathenow der Evangelischen Kirche Berlin-Brandenburg-schlesische Oberlausitz an. Das Gebäude steht unter Denkmalschutz.

## Baubeschreibung
Die Dorfkirche liegt im Ortskern, auf der östlichen Seite der Riewender Straße. Es handelt sich um einen kleinen quadratischen, ursprünglich um 1779 errichteten Fachwerkbau mit Ziegelausfachung, einem Zeltdach und einem verbretterten Dachturm, der einen Vorgängerbau aus dem Jahr 1508 ersetzte. Im Jahr 1983/1984 wurde eine umfassende Modernisierung durchgeführt, bei der die Wände erneuert und der barocke Kanzelaltar entfernt wurde. Außerdem musste die Orgel auf Grund eines Wasserschadens entfernt werden. Erst im Jahr 1996 kam wieder eine einfache Orgel in die Kirche. Das Fachwerk wurde seinerzeit mit einem Putz versehen, der zu neuen Schäden führte. Im Jahr 2024 befindet sich die Fassaden daher in einem sanierungsbedürftigen Zustand.
Im Innenraum befinden sich zwei Epitaphe für Joachim von Bardeleben (gestorben 1604) und seine Ehefrau Hippolyta (gestorben 1619). Die Grabplatten zeigen ganzfigurige Reliefdarstellungen mit Wappentafeln und Umschriften und stehen gesondert unter Denkmalschutz. Im Jahr 2022 kam ein Gemälde mit dem Titel „Kreuzweg und Auferstehung“ des Klein Behnitzer Künstlers Heiner Papendorf hinzu.